# Andrographis producta
Andrographis producta är en akantusväxtart som beskrevs av James Sykes Gamble. Andrographis producta ingår i släktet Andrographis och familjen akantusväxter. Inga underarter finns listade i Catalogue of Life.